# Leucostegane latistipulata
Leucostegane latistipulata är en ärtväxtart som först beskrevs av David Prain, och fick sitt nu gällande namn av David Prain. Leucostegane latistipulata ingår i släktet Leucostegane och familjen ärtväxter. IUCN kategoriserar arten globalt som sårbar. Inga underarter finns listade i Catalogue of Life.